# Adham Khanjar
Adham Khanjar (en arabe : أدهم خنجر) né en 1890 ou 1895, mort en 1923, est un résistant chiite libanais connu pour avoir participé en 1921 à une tentative d'assassinat sur la personne du général Henri Gouraud, Haut-commissaire français en Syrie et au Liban pendant la période du Mandat français dans ces deux pays. L'arrestation de Adham Khanjar dans le Djebel druze a provoqué un mouvement d'agitation mené par Sultan al-Atrash, futur leader de la grande révolte syrienne en 1925.

## Résistance en 1920

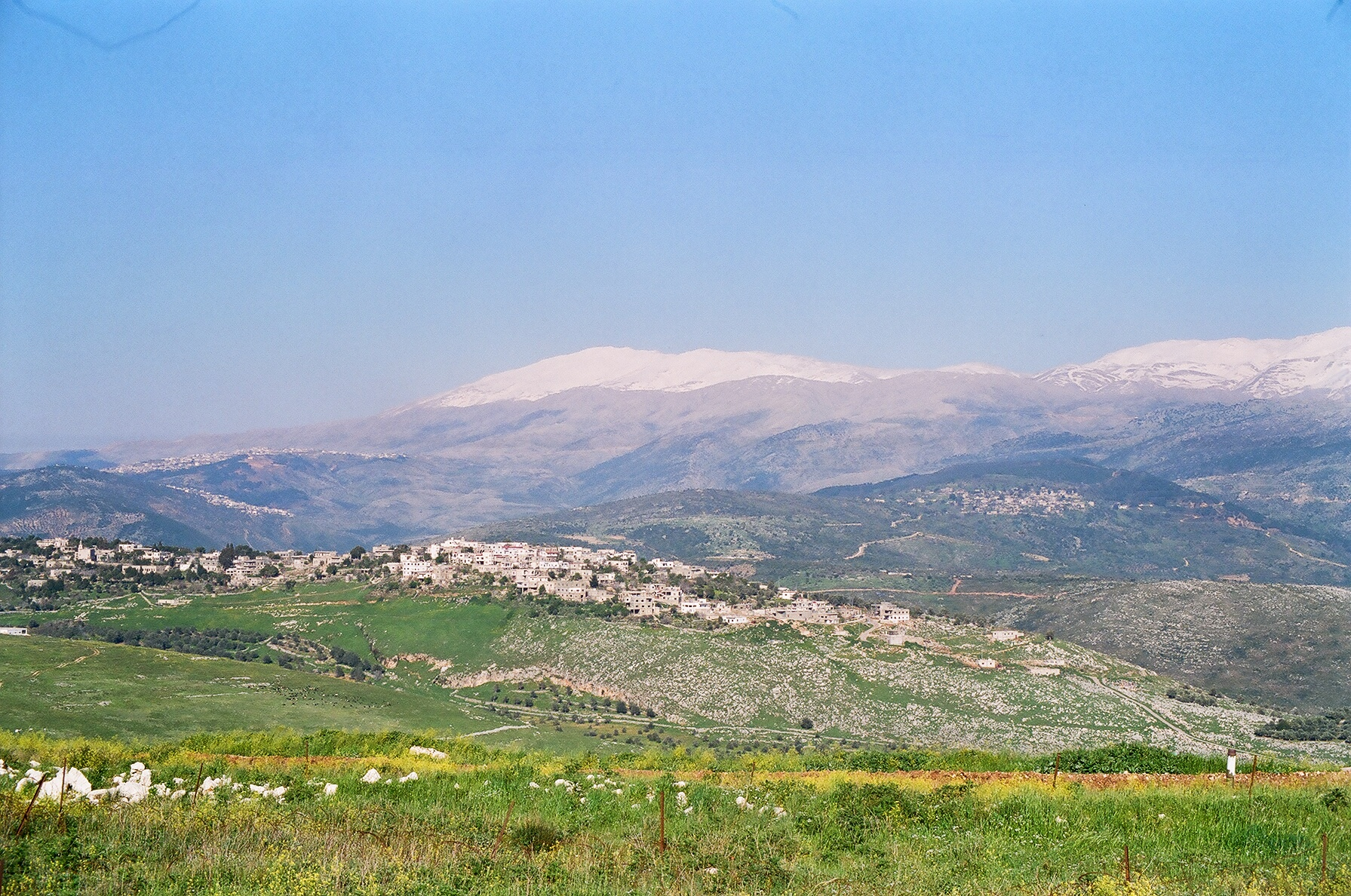
District de Marjayoun dans le Jabal Amel, où opérait le groupe de rebelles de Adham Khanjar

Khanjar est issu de la famille féodale Sa'b, d'où son nom de Adham Khanjar al-Sa'bi. Il est originaire de Jabal Amel dans l'actuel Sud-Liban.  
Adham Khanjar participe en 1920 aux révoltes contre le mandat français dans la région de Jamal Amil, révoltes qui visent à soutenir la création d'un royaume arabe sous l'égide de l'émir Fayçal, et à contrecarrer la création par la France de deux États séparés, le Liban et la Syrie. Il s'agit d'un mouvement de résistance aux foyers multiples; qui se manifeste aussi dans la plaine de la Bekaa dans l'actuel Liban (où il a pour chefs l'émir Mahmud El-Fa'ur et Mulhim Qasim), dans la montagne des Alaouites en Syrie (sous le commandement de Saleh el-Ali), dans les environs d'Alep (révolte d'Ibrahim Hananou) et dans la Ghouta de Damas.
Adham Khanjar est étroitement lié à un autre chef de groupe rebelle, Sadiq Hamza, également originaire du Sud-Liban (du caza de Tyr), et issu de la famille Assaad. Tous deux appartiennent à des branches déshéritées de familles puissantes.
Les groupes rebelles ou « bandes » de Adham Khanjar, Sadiq Hamza, Mahmoud al-Ahmad, Shabib al-Abdallah effectuent des raids dans le Jabal Amel contre les forces françaises, ainsi que contre des villages chrétiens et contre des chefs chiites alliés des Français, pendant l'été 1920. Adham Khanjar attaque les troupes françaises à Marjayoun et Ain Ebel. Les Français auraient, selon certaines sources, cherché à attiser les dissensions communautaires en répandant des rumeurs de viols de femmes musulmanes par des chrétiens, ce qui aurait provoqué des tueries de chrétiens - aussitôt condamnées par Adham Khanjar et Sadiq Hamza. Selon Tamara Chalabi, dans l'action de ces groupes, les frontières entre la résistance politique et le pillage ou le vandalisme sont parfois indistinctes. La répression par les troupes du colonel Nieger met fin à la révolte dans le Jabal Amil à la fin de l'année 1920,.
Il semble qu'Adham Khanjar, après ses actions anti-mandataires de 1920, soit resté en contact avec le chef politique syrien Sultan el-Atrache par la suite.

## Tentative d'assassinat

Henri Gouraud

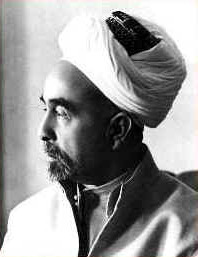
Abdallah Ier, qui soutenait les rebelles

Khanjar rejoint un groupe de guérilla dirigé par le célèbre rebelle syrien Ahmed Muraywid, nommé par Abdallah Ier, émir de Transjordanie, en avril 1921, membre du premier gouvernement transjordanien. Il s'agit d'un groupe favorable aux Hachémites, dynastie qui œuvre alors en faveur de la création d'un royaume arabe, et qui compte à sa tête Hussein, chérif le la Mecque, ainsi que ses fils l'émir Fayçal, l'émir Abdallah. Adham Khanjar, chef d'un groupe de guérilla ('isaba), a fait allégeance à l'émir Abdallah. Ont participé à l'attentat le frère et le cousin de Ahmad Muraywid. 
Le 23 juin 1921, le groupe monte une embuscade contre la voiture du général Henri Gouraud, Haut-Commissaire français en Syrie et au Liban, sur son chemin de Damas à Quneitra en Syrie. Le général survécut, mais le commandant Branet fut tué, et le gouverneur de Damas, blessé dans l'attaque.
Après l'échec de la tentative d'assassinat, les comploteurs s'enfuirent vers la Transjordanie.
Le chauffeur militaire ne fut pas tué et réussit à conduire son véhicule à l'abri de l'embuscade, avec ses pneus crevés.
La tentative d'assassinat du général Gouraud indique la volonté des chefs syriens nationalistes de continuer le combat contre les Français, après la défaite de Maysaloun, à partir de la Transjordanie. 
En juillet 1922, Adham Khanjar à la tête de son groupe de résistants ou «bande» travaille à faire sauter la centrale électrique de Damas.

## Arrestation dans le Djebel druze

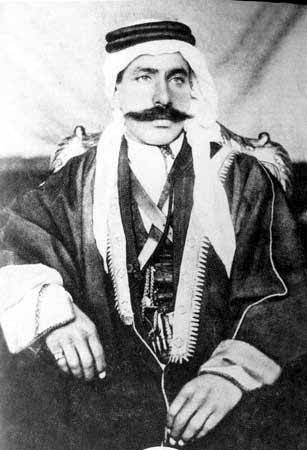
Sultan al-Atrash

Le 7 juillet 1922, Adham Khanjar arrive au village de Al-Qurayya, dans le sud de la région de Jabal al-Druze, en Syrie.
Deux soldats français le reconnaissent et le capturent pendant qu'il tente de tirer de l'eau d'un puits. Khanjar est alors immédiatement transféré à Soueïda, où la France a une garnison, et qui est la capitale provinciale du Djebel druze. De sa prison, il adresse un message au chef druze (futur dirigeant de la grande révolte syrienne contre la France en 1925) Sultan Pacha al-Atrash pour lui demander de l'aide puisqu'il avait été arrêté en cherchant refuge chez Sultan al-Atrash à Al-Qurayya. À la réception du message, Sultan, qui se trouvait alors dans un village voisin, considéra que l'arrestation de Adham Khanjar était une violation des règles traditionnelles druzes de l'hospitalité ; il prit cette capture comme une attaque personnelle contre lui. «Selon la coutume druze, explique l'historien Michael Provence, un visiteur n'a qu'à demander l'asile pour que son hôte soit obligé de le protéger». Sultan al-Atrash demanda alors la libération de Khanjar en échange de soldats français prisonniers. Les Français acceptèrent mais trahirent leur parole lorsqu'ils eurent récupéré leurs soldats. Au lieu de libérer Khanjar, ils gardèrent leurs soldats et ouvrir le feu sur les hommes de Sultan. Quelques jours plus tard, Sultan et ses hommes attaquèrent un convoi français pensant que Khanjar s'y trouvait pour son transfert à Damas, tuant quatre soldats français et le lieutenant Bouxin ; en fait, Khanjar avait déjà été transporté à Damas par avion.
En représailles, l'aviation française a bombardé plusieurs villages dont Al-Qurayya, et détruit la maison de Sultan al-Atrash qui dut fuir vers la Jordanie. Le chef druze lança des raids contre les postes français pendant huit mois. Il rentra sur ses terres au moment où il fut amnistié, dix mois après l'arrestation de Khanjar.
L'historienne Toufoul Abou-Hodeib souligne le décalage important entre d'une part les récits populaires de la grande révolte syrienne de 1925, qui invoquent parmi les causes du soulèvement le sens de l'honneur de Sultan al-Atrash, demeuré fidèle aux devoirs de l'hospitalité, et, d'autre part les spécialistes, qui retiennent d'autres explications de la grande révolte, comme la politique française inadaptée dans le Hauran ou les difficultés économiques de l'après-guerre. De plus, cette affaire montre bien les liens qui unissaient des hommes de confessions différentes dans des territoires que le mandat français a séparés par une frontière - en l'occurrence les liens entre Adham Khanjar, chiite du Sud-Liban, et Sultan al-Atrash, druze du Hauran syrien.

## Condamnation à mort
Fin 1922, le Foreign office britannique signifie à l'émir Abdallah que la reconnaissance officielle d’un émirat de Transjordanie ne sera accordée qu'en échange de l’arrestation des auteurs de la tentative d'assassinat du général Gouraud. 
Khanjar fut jugé, condamné et exécuté en mai 1923.

## Postérité
Les gens de la région de Jabal al-Druze considérèrent la réaction de Sultan al-Atrash comme une défense de leurs valeurs et notamment du droit à la protection des fugitifs. Le nom de Khanjar fait désormais partie du folklore et il est cité dans les chansons populaires. L'épisode de l'arrestation est représenté dans le film de Faisal Attrache, From the Mountain, 2021